# Tulipa suaveolens
Tulipa suaveolens Roth è una pianta bulbosa appartenente alla famiglia delle Liliaceae.

## Descrizione
La tunica del bulbo è marrone scuro. Una peluria rigida cresce all’interno, specialmente verso la punta. Le 3-4 foglie sono glauche e ondulate. Sono normalmente 10, a volte lunghe fino a 20 cm e ampie 3–6 cm. Lo stelo è lungo 15–30 cm e glabro, a volte coperto da una leggera peluria. I fiori sono a forma di scodella e di molti colori diversi. Possono essere rossi, rossi chiari, rosa, gialli o bianchi. Ci sono anche delle varietà con petali rossi bordati in giallo o bianco.

## Distribuzione e habitat
Tulipa suaveolens cresce nel Caucaso, in Crimea e nel Kazakistan.